# Поста (коммуна)
Поста (итал. Posta) — коммуна в Италии, располагается в регионе Лацио, в провинции Риети.
Население составляет 766 человек (2008 г.), плотность населения составляет 12 чел./км². Занимает площадь 66 км². Почтовый индекс — 2019. Телефонный код — 0746.
Покровителем коммуны почитается святой Феликс из Узали см., празднование 16 июня.

## Демография
Динамика населения:

## Администрация коммуны
- Официальный сайт: http://www.comunediposta.it/